# Palazzo Marinoni Barca
Il Palazzo Marinoni Barca del XVII secolo si trova nel centro storico della città di Clusone, tra via Clara Maffeis e la piazzetta Marinoni.

## Storia
Il palazzo Marinoni Barca fu costruito dalla famiglia Marinoni su di un fabbricato preesistente nel XVI secolo, fu anche l'ultima dimora di questa famiglia che ebbe una parte importante nella storia della città. Tra questi va ricordato Severino Marinoni che nel 1427 presso il duca Filippo Maria Visconti coprì l'incarico di oratore della valle Seriana, per difendere i privilegi dei valligiani.  Della famiglia residente a Clusone si ricorda anche lo studioso di fisica Leonardo Marinoni.

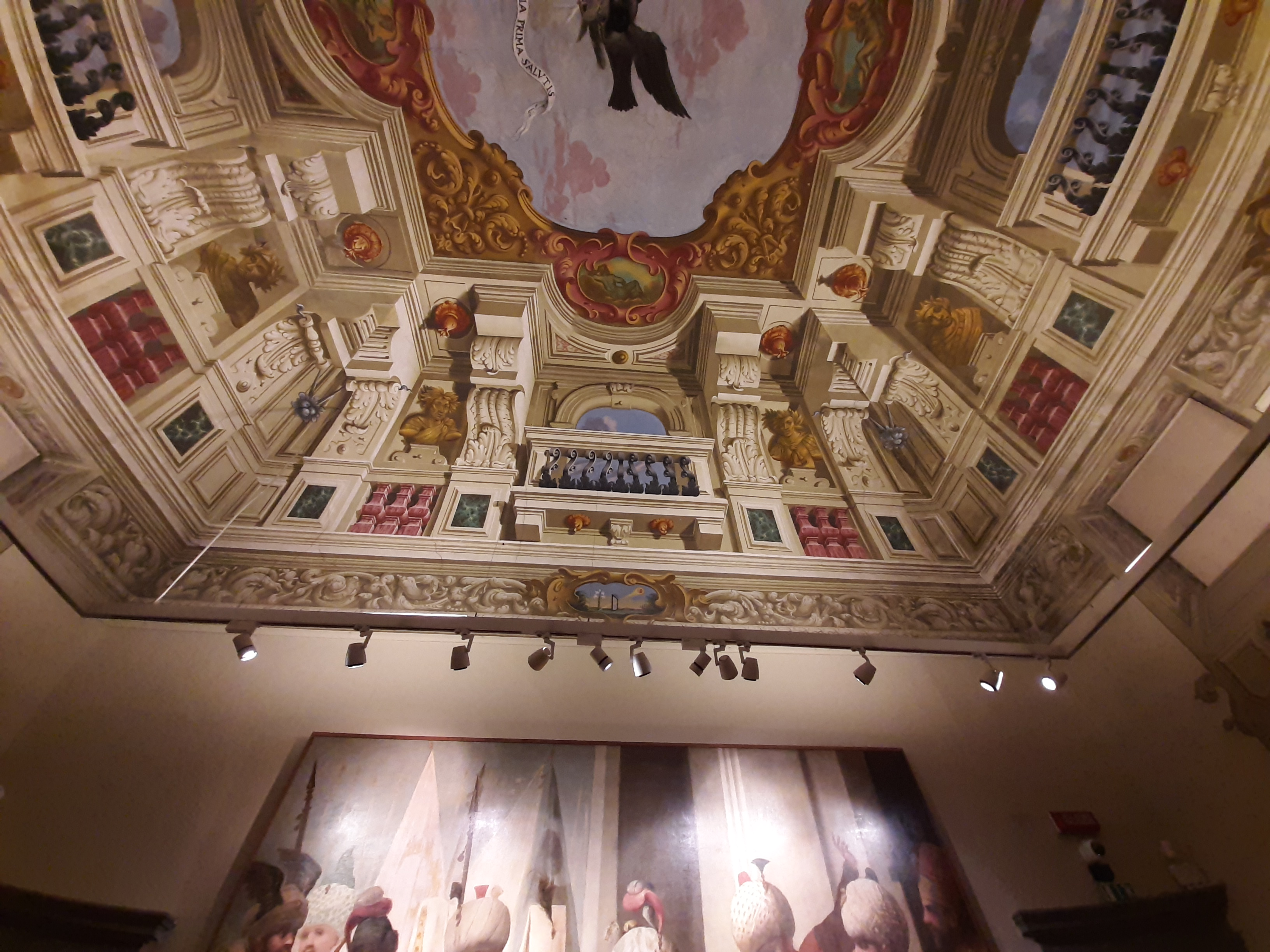
Soffitto del palazzo Barca di Clusone

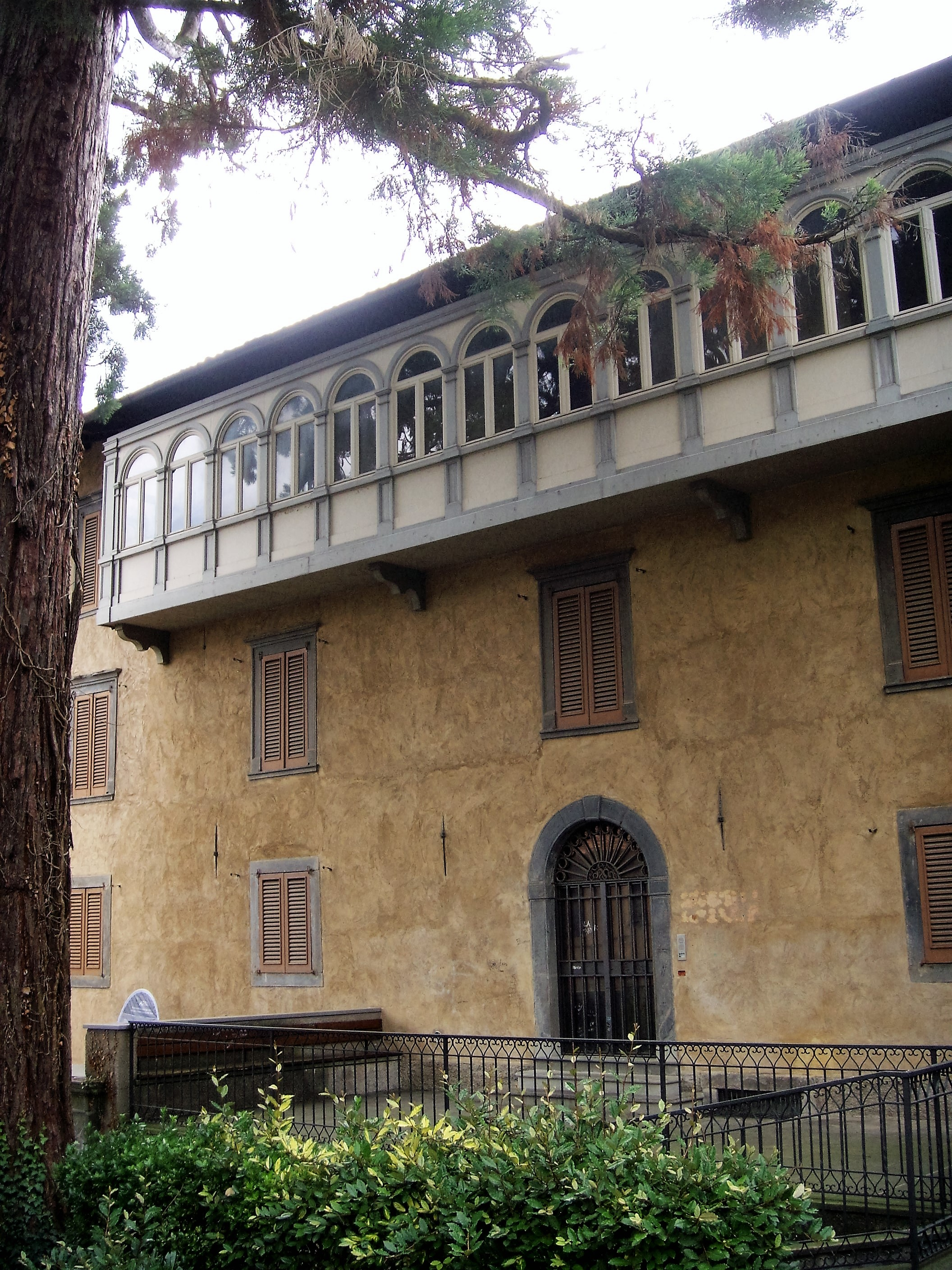
Loggiato palazzo Marinoni Barca Clusone

La figlia di Lucia Vittoria Marinoni e Giuseppe Carrara Spinelli, la contessina Maria Candida andò in sposa a Giovanni Battista (deceduto il 3 aprile 1891) della famiglia Barca di Bergamo, il quale ereditò tutti i beni della moglie, e pose lo stemma Barca sull'arco del portale all'ingresso del parco.
I primi decenni del Novecento la famiglia alienò molti degli arredi e dei quadri presenti nel palazzo, tra questi le due grandi tele che erano esposte nel salone di gala con le storie di Cambise di Antonio Cifrondi risalenti al 1690 al centro culturale del Il conventino di Bergamo, e il ritratto di Antonio Marinoni, sempre del Cifrondi, forse uno dei suoi ritratti migliori poi in una collezione privata.
Il palazzo divenne nel Novecento di proprietà della Congregazione di Carità, diventando biblioteca, un lato del palazzo venne adibito a Ricovero per anziani, successivamente venne acquisito dall'amministrazione comunale.
Il palazzo ospita nelle sue sale il MAT-Museo Arte e tempo, così come voluto da Giovanni Sant'Andrea, la sede del Coro Idica e il Centro Comunale di Cultura.

## Architettura
Il fabbricato composto su tre livelli, ha la forma a L con un asse rivolto ad est e uno a sud.
Le due facciate interne rivolte verso il giardino, hanno un porticato su colonne in pietra, dove un tempo era la scuderia del palazzo, mentre sulla parte superiore della facciata c'è un loggiato pensile.
Nel giardino sono presenti tre grandi sequoie secolari
L'interno del palazzo presenta alcune sale affrescate, in particolare il grande salone è ben conservata la decorazione della volta, e un grande camino in marmo con lo stemma della famiglia Marinoni.
Ora sale e corridoi sono trasformati a pinacoteca contenenti opere di pittori e scultori bergamaschi, e una collezioni di meccanismi di orologi da torre.